# ناو کالینین
ناو کالینین (به انگلیسی: Soviet cruiser Kalinin) یک کشتی بود که طول آن ۱۹۱٫۲ متر (۶۲۷ فوت ۴ اینچ) بود. این کشتی در سال ۱۹۴۲ ساخته شد.